# Mujei csata
A muje (muye)i csata (kínaiul: 牧野之戰; pinjin (pinyin) hangsúlyjelekkel: Mùyě zhī zhàn) az ókori Kína egyik legjelentősebb csatája, amelyre kb. i. e. 1046-ban került sor. Ebben a csatában mért végső és megsemmisítő vereséget a Sang (Shang)-ház ellen fellázadt Csou (Zhou) nép és szövetségesei, amely a Csou (Zhou)-dinasztia megalapítását eredményezte.

## Előzmények
A Sang-Jin (Shang-Yin)-dinasztia hatalma az egész Kínai-alföldre kiterjedt, de peremvidékein a sang (shang)okkal nem rokon, barbár népek népek éltek, melyek jellemzően ellenséges viszonyban álltak a technológiailag és műveltségben fejlettebb sang (shang) kultúrával. Az i. e. 11. századra a sang (shang)ok hatalma meggyengült, a számos idegen népet magába foglaló birodalmat külső és belső konfliktusok terhelték. Mindezt tetézte az utolsó sang (shang) uralkodó, Csou (Zhou) 紂 király (más néven: Ti Hszin (Di Xin) 帝辛; i. e. 1105–1046) életvitele, aki a későbbi történeti források szerint nem törődött az államügyekkel, ehelyett orgiákat rendezett és csakis gonosz felesége, Ta-csi (Daji) 妲己 szavára hallgatott. Mindez alighanem a később történetírók túlzása, amivel legitimálták a Csou (Zhou)-dinasztia hatalmát, miszerint az Ég megvonta a sang (shang) uralkodótól a mandátumát. Ti Hszin (Di Xin) ugyanis a csou (zhou)k támadását megelőzően személyesen vezette a barbárok elleni támadást az ország délkeletei vidékein.
Ekkori tehető a mai Senhszi (Shaanxi) tartomány területén élő, csou (zhou) törzsek megerősödése és felemelkedése. A sang (shang)oknál „barbárabb” nyugati szomszédos nép fővárosa, Fenghao 豐鎬, vagy más néven Haocsing (Haojing) 鎬京 (a mai Hszi'an (Xi'an)) már a Sang (Shang)-ház fennhatóságán kívül helyezkedett el, így a csou (zhou)k mindig is viszonylag önállóak voltak, és alkalmi szövetségesként a sang (shang)ok katonai erejét növelték hadseregükkel. Többször támogatták az országot a hódító hadjárataiban, cserébe elöljáróik gazdag adományokat, földet, rabszolgákat, címeket, tisztségeket – kaptak. A Sang (Shang)-dinasztia utolsó évtizedeiben egyre gyakrabban már önállóan szerveztek hadjáratokat és hódítottak meg törzseket. A csou (zhou)k expanziós törekvései különösen Ven Ting (Wen Ding) 文丁 király uralkodása idején (i. e. 1112–1102) vált nyilvánvalóvá. Az ezt követő mintegy fél évszázadban hódításaikat már a sang (shang)ok elleni szövetség kiépítésére, és a szükséges haderő megteremtésére használták fel. Több kisebb törzs önként csatlakozott hozzájuk. Uralkodójukkal – a későbbi Ven (Wen) királlyal (Csou Ven Vang (Zhou Wen Wang) 周文王; i. e. 1052–1056), nyugat felől benyomultak a Sang (Shang)-dinasztia azon területeire, amelyek a mai Honan (Henan) tartományban találhatók. Előrenyomulásukat megkönnyítette az a körülmény, hogy Sang (Shang)-ház utolsó uralkodóját, Csou (Zhou) királyt lekötötte a Huaj (Huai)-folyó (Huajho (Huaihe) 淮河) mentén élő barbárokkal vívott háborúja. A Zhouk győzedelmes előrevonulása közben vívott egyik ütközetben uralkodójuk, Ven (Wen) király, i. e. 1056-ban az életét vesztette, így őt fia, Vu (Wu) király (Csou Vu Vang (Zhou Wu Wang) 周武王; i. e. 1046–1043) követte Csou (Zhou) trónján és seregei élén.

## A csata
A Csou (Zhou)-kori történetírásra jellemző módon a csatával kapcsolatban kevés részletről számolnak be. A konkrét hadműveletekről, az alkalmazott stratégiáról, taktikáról nem szólnak, sokkal inkább a támadás morális indokait igyekeznek kihangsúlyozni.
A csatáról tudósító, ám nem korabeli, hanem több évszázaddal későbbről származó beszámolók szerint csou (zhou) 300 harci szekerét 3000 elit harcosa és 45 000 gyalogoskatonája kísérte. Ehhez a haderőhöz csatlakozott még a szövetséges barbár népek és államok, Jung (Yong) 庸, Su (Shu) 蜀, Csiang (Qiang) 羌, Mao 髳, Vej (Wei) 微, Lu 盧, Peng 彭 és Pu 濮 által összesen kiállított 3 700 harci szekér. A sang (shang) sereg ezzel szemben állítólag 530 000 főt számlált, és ezt egészítették ki 170 ezer felfegyverzett rabszolgával, akiknek a főváros védelme volt a feladatuk.
A mindent eldöntő ütközetre Muje (Muye)nél 牧野 (magyarul: „Pásztorpuszta”) került sor.
A seregek összecsapására alkalmas pusztaság a Sang (Shang) fővároshoz, Csaokohoz (Zhaogehöz) 朝歌 egészen közel, délnyugati irányba terült el.
A csata hajnalán Vu (Wu) a felsorakozott sereg előtt, a hagyományokhoz híven, kezében hatalmai attribútumaival, a jüe (yue)-bárddal és a fehér harci lobogóval, esküt tett és lelkesítő beszédet mondott. A történelem során rengetegszer idézett és hivatkozott szavait az egyik legrégebbi kínai nyelvű mű, az Írások könyve őrizte meg, melynek egy külön fejezetet (30.) szántak.
| Az Írások könyvében olvasható „Mui beszéd” magyar fordítása | Az Írások könyvében olvasható „Mui beszéd” magyar fordítása |
| --- | ----------------------------------------------------------- |
| Csia-ce (Jiazi) napon, a hajnali szürkületkor, a király megérkezett Sang (Shang) határához, Muje (Muye)hez, ahol ünnepélyes esküt tett. Baljában aranysárga jüe (yue)-bárdját markolta, jobbjával pedig meglengette fehér bokrétás lobogóját, s ekként szólott: – Messziről jöttetek, nyugati végek népei! – majd így folytatta: – Ó ti, baráti országok nagyfejedelmei, miniszterek, fő- és kisebb méltóságú hivatalnokok, testőrparancsnokok, ezredesek és századosok, Jung (Yong) 庸, Su (Shu) 蜀, Csiang (Qiang) 羌, Mao 髳, Vej (Wei) 微, Lu 盧, Peng 彭 és Pu 濮 fiai, ragadjátok meg tőrbaltáitokat, feszítsétek egymáshoz pajzsaitokat és emeljétek magasba lándzsáitokat! Ím, én eskümet megteszem! – Majd a király megint szólott: – A régiek imígyen mondották: „A kotlós tiknak szava nincs hajnalban, ám, ha mégis kikirítene, ottan a család elveszend.” Lám, ma Sang (Shang) királya csakis asszonya szójára hajlik. Dőreségében elhanyagolja a szertartásokat, miket tenni kötelessége volna, s nem viszonozza a szívességeket. Dőreségében elhanyagolja továbbá rokonsági kötelmeit, azoknak eleget nem tesz. Felbukkant hát a négy égtáj megannyi bűnös csavargó söpredéke, kiket ő tisztel és magasztal, kikben megbízik, s kiket tisztségekbe vagy épp méltóságokba helyez. Ők pedig ádázmódon, kegyetlenül elnyomják a népet, s mívelik csalárd üzemeiket Sang (Shang) városiban. Ma pedig, én, Fa 發, csupán tisztelem s beteljesítem az Ég rendelte büntetést. Mai küldetésünket végezvén ne csupán hat-hét lépésnyit törjetek előre, hogy aztán megtorpanva soraitokat rendezzétek, de adjatok bele mindent, mindhalálig, vitézim! Ne csupán négyszer, ötször, hatszor vagy hétszer induljatok rohamra, hogy aztán megtorpanva soraitokat rendezzétek, de adjatok bele mindent, mindhalálig, vitézim! Legyetek harcra szántak olybá, akár a tigrisek, párducok, fekete- és barnamedvék, itt és most Sang (Shang) határán. Ne űzzétek azokat, kik megfutamodnának előlünk, de szolgáljanak minket a nyugati végeken. Adjatok bele mindent, mindhalálig, vitézim! Mert, ha mégsem adnátok bele mindent, hát biz’ magatok vesztek oda mindegyszálig! Tokaji Zsolt fordítása |                                                             |

A csata Csou (Zhou) és szövetségeseinek megsemmisítő győzelmével végződött. Hiába volt a mintegy tízszeres túlerő, rengeteg sang (shang) katona nem volt hajlandó harcolni a zsarnok uralkodóért, lándzsáikat a földre rakva jelezték megadásukat. A főváros védelmére kirendelt rabszolgáik is harc nélkül adták meg magukat. A Sang (Shang)-ház hű, harcoló egységeket a csou (zhou)k az utolsó emberig lemészárolták, majd pedig bevették a fővárost, Csaoko (Zhaoge)t is.
A Dalok könyve versében ekként örökítették meg a csou (zhou)k szokatlanul gyors, ám dicsőséges győzelmét:

„Széles, téres Mu határa,
hadiszekér mind szantálfa,
pej- és hóka-négyesfogat,
Sang-fu vezér a gazdája.
Szállt sas szárnya, sólyom szárnya,
Vu királynak ragyogása,
gyorsan csapott Sang királyra,
fényes csend volt hajnaltájra.”

Felettébb valószínűtlen az, hogy sang (shang)ok tízszeres túlerőben lettek volna, de a csou (zhou)k elsöprő győzelméhez minden bizonnyal hozzájárult, hogy a harci szekerekkel vívott küzdelemben – amelyre stratégiájukat alapozhatták – jóval tapasztaltabbak lehettek a sang (shang)oknál. Valamint, az általuk feltalált és általános bevezetett új fogatolási módnak köszönhetően, már nem csak két, hanem négy lovat tudtak befogni.

## Hatása
A csatát túlélő ám a seregét vesztett sang (shang) király visszamenekült a fővárosba és palotájába zárkózott. Amikor pedig a csou (zhou)k Csaoko (Zhaoge)t is elfoglalták, magára gyújtva palotáját szörnyethalt. Más források szerint azonban kivégezték. Halála egyben a Sang (Shang)-dinasztia bukását is jelentette.
Vu (Wu) királyt a Sang (Shang) állam egykori alattvalói felszabadítóként üdvözölték és tisztelték, hiszen a krónikák szerint sokat szenvedtek a zsarnok és kegyetlen uralkodójuk uralma alatt. Vu (Wu) király a néhai sang (shang) uralkodó egyik fiát, Vu-keng (Wugeng)et 武庚, mint vazallusát bízta meg a Kínai-alföld városainak kormányzásával, ő maga pedig visszatért ősi területeikre, ahol nem sokkal ezután elhunyt. Csou Vu (Zhou Wu) halála után Vu-keng (Wugeng) csatlakozott a csou (zhou)k ellen kirobbant lázadáshoz, melynek leverése után Sang (Shang) valamennyi területe teljesen Csou (Zhou) irányítása és fennhatósága alá került